# Le Carnaval des barbouzes
Pour plus de détails, voir Fiche technique et Distribution.
Le Carnaval des barbouzes (Gern hab' ich die Frauen gekillt) est un film d'espionnage parodique franco-italo-autrichien réalisé par Alberto Cardone, Louis Soulanes, Sheldon Reynolds et Robert Lynn, sorti en 1966.

## Synopsis

### Introduction
Une nuit, un « tueur de femmes » traqué entre dans l’appartement du professeur Alden. Il tente de forcer le professeur, qui est en train de faire les préparatifs de son départ, à l'emmener avec lui. Pour calmer le jeune homme apparemment agité, l'érudit raconte quelques histoires d'espionnage et de crime.

### Premier récit
Un journaliste est assassiné à Vienne. Sa sœur utilise une ruse pour forcer le célèbre détective privé David Porter, qui travaille toujours un peu en dehors de la loi, à résoudre l'affaire de meurtre. Porter exauce le souhait de la belle Monique Carrar, en utilisant habilement le karaté et un fume-cigarette.

### Deuxième récit
À Rome, l'agent Brice est censé remettre un document important à un autre agent, qui s'avère se nommer Linda. Avec ruse et – quand il tombe dans le piège – avec courage, Brice accomplit sa tâche. À la fin, il peut tenir la jolie Linda dans ses bras.

### Troisième récit
À Rio de Janeiro, l'agent de la CIA Glenn Cassidy doit d'abord lutter contre des meurtriers qui utilisent des pistolets et des décharges électriques pour envoyer les rebelles dans l'au-delà avant de pouvoir se détendre avec la belle Denise et profiter du carnaval.

### Conclusion
Le jour se lève et le professeur force le « tueur de femmes », sous la menace d’une arme, à signer des aveux dictés. Mais à ce moment-là, le présumé meurtrier s'avère être un détective et, d'après les histoires, il révèle que le professeur est le meurtrier. Il a enregistré sa « confession » sur bande.

## Fiche technique
- Titre : Gern hab' ich die Frauen gekillt
- Réalisation : Alberto Cardone, Louis Soulanes, Sheldon Reynolds et Robert Lynn
- Scénario : Ernesto Gastaldi, Rolf Olsen, Sheldon Reynolds, Vittorio Salerno et Mario Siciliano
- Photographie : Siegfried Hold
- Musique : Claudius Alzner
- Montage : Frederick Muller
- Décors : Luciano Vincenti et Hans Windeberger
- Costumes : Rosalba Menicelli
- Pays d'origine :  Autriche,  Italie,  France
- Genre : film d'espionnage
- Durée : 104 minutes
- Dates de sortie : 
  - France : 12 août 1966[1]

## Distribution
- Stewart Granger (VF : Raymond Loyer) : David Porter
- Lex Barker (VF : Marc Cassot) : Glenn Cassidy
- Pierre Brice (VF : Dominique Paturel) : Agent Brice
- Karin Dor : Denise
- Pascale Petit : Lotty
- Margaret Lee : Agent Linda
- Walter Giller (VF : Serge Lhorca) : Karl
- Johanna Matz : Monique Carrar
- Klaus Kinski (VF : Pierre Trabaud) : Gomez
- Agnès Spaak : Nelly Small
- Peter Vogel (VF : Jacques Deschamps) : Wendt
- Richard Münch (VF : Jean Berger) : Professeur Alden
- Carmen Cervera : Joana (sous le nom de « Tita Barker »)
- Allen Pinson (VF : Marc de Georgi) : Ray Runner (sous le nom d' « Alain Pinson »)
- Herbert Fux : un voyou
- Roberto Miali (VF : Jean-Louis Jemma) : Pessana (sous le nom de « Jerry Wilson »)
- Carla Calò : la patronne (sous le nom de « Carrol Brown »)
- Fortunato Arena (VF : Claude Joseph) : le chauffeur de taxi
- Pietro Ceccarelli (it) : gangster
- Luciano Pigozzi : Ivan
- Alberto Bonucci (VF : René Bériard) : un professeur
- Spartaco Conversi : un gangster